# قیمیل قشلاق (قوبا)
قیمیل قشلاق (به لاتین: Qımılqışlaq) یک منطقه مسکونی در جمهوری آذربایجان است که در شهرستان قوبا واقع شده است. قیمیل قشلاق ۵۷۵ نفر جمعیت دارد.